# Saison 4 de Reine du Sud
Chronologie
Saison 3 Saison 5
Cet article présente le guide des épisodes de la quatrième saison de la série télévisée américaine Reine du Sud (Queen of the South).

## Généralités
- Aux États-Unis, la saison est diffusée depuis le 6 juin 2019 sur le réseau USA Network.
- Au Canada, la saison sera diffusée sur Bravo!.
- En France, la saison est diffusée le 29 mai 2020 sur Netflix

## Distribution

### Acteurs principaux
- Alice Braga (VF : Alice Taurand) : Teresa Mendoza
- Hemky Madera (en) (VF : Stéphane Bazin) : Pote Galvez

### Acteurs récurrents
- James Martinez : Gato Fierros
- Alfonso Herrera : Javier Jimenez
- Rafael Amaya : Aurelio Casillas

## Épisodes

### Épisode 1:Bienvenue à La Nouvelle-Orléans
- États-Unis : 6 juin 2019 sur USA Network[1]
- Québec : date inconnue sur Séries+
- France : 29 mai 2020 sur Netflix

- États-Unis : 990 000 téléspectateurs[2] (première diffusion)

### Épisode 2:Une affaire de famille
- États-Unis : 13 juin 2019 sur USA Network
- France : 29 mai 2020 sur Netflix

- États-Unis : 790 000 téléspectateurs[3] (première diffusion)

### Épisode 3:L'hospitalité du Sud
- États-Unis : 20 juin 2019 sur USA Network
- France : 29 mai 2020 sur Netflix

- États-Unis : 863 000 téléspectateurs[4] (première diffusion)

### Épisode 4:La Malédiction
- États-Unis : 27 juin 2019 sur USA Network
- France : 29 mai 2020 sur Netflix

- États-Unis : 832 000 téléspectateurs[5] (première diffusion)

### Épisode 5:Une soirée entre Filles
- États-Unis : 4 juillet 2019 sur USA Network
- France : 29 mai 2020 sur Netflix

- États-Unis : 720 000 téléspectateurs[6] (première diffusion)

### Épisode 6:La femme dans le miroir
- États-Unis : 11 juillet 2019 sur USA Network
- France : 29 mai 2020 sur Netflix

- États-Unis : 868 000 téléspectateurs[7] (première diffusion)

### Épisode 7:Amours chiennes
- États-Unis : 18 juillet 2019 sur USA Network
- France : 29 mai 2020 sur Netflix

- États-Unis : 938 000 téléspectateurs[8] (première diffusion)

### Épisode 8:Secrets et mensonges
- États-Unis : 25 juillet 2019 sur USA Network
- France : 29 mai 2020 sur Netflix

- États-Unis : 1,03 million de téléspectateurs[9] (première diffusion)

### Épisode 9:Les péchés des pères
- États-Unis : 1er août 2019 sur USA Network
- France : 29 mai 2020 sur Netflix

- États-Unis : 1,06 million de téléspectateurs[réf. souhaitée] (première diffusion)

### Épisode 10:Ce que tu crains
- États-Unis : 8 août 2019 sur USA Network
- France : 29 mai 2020 sur Netflix

- États-Unis : 890 000 téléspectateurs[réf. souhaitée] (première diffusion)

### Épisode 11:Pendant que tu dormais
- États-Unis : 15 août 2019 sur USA Network
- France : 29 mai 2020 sur Netflix

- États-Unis : 890 000 téléspectateurs[réf. souhaitée] (première diffusion)

### Épisode 12:Déesse de la Guerre
- États-Unis : 22 août 2019 sur USA Network
- France : 29 mai 2020 sur Netflix

- États-Unis : 1,06 million de téléspectateurs[réf. souhaitée] (première diffusion)

### Épisode 13:Ils viennent pour toi
- États-Unis : 29 août 2019 sur USA Network
- France : 29 mai 2020 sur Netflix

- États-Unis : 1,04 million de téléspectateurs[réf. souhaitée] (première diffusion)